# 大島建彦
大島 建彦（おおしま たてひこ、1932年 - ）は、日本の民俗学者。学位は、文学博士（論文博士・1960年）（学位論文「民間文芸史の研究」）。東洋大学名誉教授。

## 来歴
1954年に東京大学を卒業し、引き続き同大学院に進む。博士課程を修了して、1960年に「民間文芸史の研究」で文学博士の学位を取得した。
日本学園教諭を経て、東洋大学文学部で助教授となり、その後教授に昇格した。2002年に定年退任して、名誉教授となる。
2017年日本民俗学会名誉会員となる。

## 著書
- 『お伽草子と民間文芸』岩崎美術社〈民俗民芸双書〉、1967年
- 『咄の伝承』岩崎美術社〈民俗民芸双書〉、1970年
- 『疫神とその周辺』岩崎美術社〈民俗民芸双書〉、1985年9月
- 『ことばの民俗』三弥井書店、1986年4月
- 『民俗信仰の神々』三弥井書店、2003年1月
- 『日本の昔話と伝説』三弥井書店、2004年7月
- 『アンバ大杉の祭り』岩田書院、2005年12月
- 『疫神と福神』三弥井書店、2008年8月
- 『十方庵の遊歴と民俗』三弥井書店、2013年6月

## 共編著・校訂など
- 『曽我物語』（市古貞次と共校注）岩波書店〈日本古典文学大系 第88〉、1966年
- 『日本を知る事典』（編集委員）社会思想社、1971年　のち現代教養文庫
- 『御伽草子集』（校注・訳）小学館〈日本古典文学全集〉、1974年9月
- 『日本の説話 第4巻 中世 2』（市古貞次との共編） 東京美術、1974年
- 『武蔵の伝説』（渡辺千佳子との共編著）第一法規出版、1977年1月
- 『講座日本の民俗 6　年中行事』有精堂出版、1978年
- 『完訳日本の古典 第49巻 御伽草子集』小学館、1983年6月
- 『掃除の民俗』（御巫理花との共編） 弥井書店、1984年11月
- 『宇治拾遺物語』（校注）新潮社〈新潮日本古典集成〉、1985年9月
- 『河童』岩崎美術社〈双書フォークロアの視点〉、1988年4月
- 『無縁仏』岩崎美術社〈双書フォークロアの視点〉、1988年4月
- 『嫁と里方』岩崎美術社〈双書フォークロアの視点〉、1988年8月
- 『しつけ』岩崎美術社〈双書フォークロアの視点〉、1988年11月
- 『コト八日 二月八日と十二月八日』岩崎美術社〈双書フォークロアの視点〉、1989年2月
- 『餅』岩崎美術社〈双書フォークロアの視点〉、1989年5月
- 『大黒信仰』雄山閣出版〈民衆宗教史叢書〉、1990年10月
- 『民間の地蔵信仰』渓水社、1992年8月
- 『アンバ大杉信仰』岩田書院、1998年3月
- 『日本の神仏の辞典』（圭室文雄・薗田稔・山本節との共編）大修館書店、2001年
- 『新編日本古典文学全集 63 室町物語草子集』（渡浩一と共校注・訳）小学館、2002年9月

## 記念論集
- 『民俗のかたちとこころ』岩田書院、2002年3月